# 점근선

함수는, 을 점근선으로 가진다.

점근선(漸近線, 영어: asymptote)은 무한히 뻗어나가는 곡선에서 곡선 위의 동점이 원점에서 멀어질 때, 그 점에서 어떤 정해진 직선과의 거리가 0으로 수렴해 갈 때, 그 정해진 선이다. 해석기하학, 사영기하학 등에서 사용된다.
‘asymptote’이라는 단어는 그리스어 ἀσύμπτωτος(asumptōtos)에서 유래했는데 이는 ‘함께 떨어지지 않다’라는 의미이다. 여기서 ἀ는 부정 접두사, σύν은 ‘함께’, πτωτ-ός는 ‘떨어진’이라는 의미를 지닌다. 이 용어는 페르게의 아폴로니오스가 원뿔 곡선에 관한 저서에서 처음 도입했으나, 현대의 의미와 달리 그는 주어진 곡선과 교차하지 않는 모든 선을 의미하는 용어로 사용했다.
점근선에는 수평 점근선, 수직 점근선, 사선 점근선의 세 종류가 있다. 함수 y = ƒ(x)의 그래프로 주어진 곡선의 경우, 수평 점근선은 x가 +∞ 또는 -∞로 갈 때 함수 그래프가 가까워지는 수평선이다. 수직 점근선은 함수가 무한대로 발산하는 수직선이다. 사선 점근선은 기울기가 0이 아니면서 유한한 직선으로, x가 +∞ 또는 -∞로 갈 때 그래프가 그 직선에 가까워진다.
일반화하여 곡선 점근선(curvilinear asymptote)을 논하기도 한다. 곡선 하나가 다른 곡선의 곡선 점근선이 되려면, 두 곡선 사이의 거리가 무한대로 갈 때 0에 가까워져야 한다. 그러나 점근선이라는 용어 자체는 일반적으로 직선 점근선을 가리킨다.
점근선은 곡선의 행동을 보다 큰 스케일에서 설명하고자 사용된다. 함수의 점근선을 결정하는 것은 함수의 그래프를 그릴 때 중요한 단계이다. 함수의 점근선에 대한 연구는 점근 해석(asymptotic analysis)의 일부로 간주된다.

## 같이 보기
- 점근 표기법
- 극한
- 함수의 극한